# قشلاق حاجیلار (اهر)
قشلاق حاجیلار یکی از روستاهای استان آذربایجان شرقی است که در دهستان نقدوز بخش فندقلو شهرستان اهر واقع شده‌است.این روستا ۲۴ نفر جمعیت دارد.